# Oak Harbor (Washington)
Oak Harbor est une ville située sur l'Île Whidbey dans le Comté d'Island, état de Washington.
Sa population était de 22 075 habitants en 2010.